# شهرستان البلانگ
شهرستان البلانگ (به لهستانی: Powiat Elbląg) یک شهرستان در لهستان است که در استان وارمی-ماسوری واقع شده‌است. شهرستان البلانگ ۱٬۴۳۰٫۵۵ کیلومتر مربع مساحت و ۵۶٬۴۱۲ نفر جمعیت دارد.